# 朗邊中轉房屋

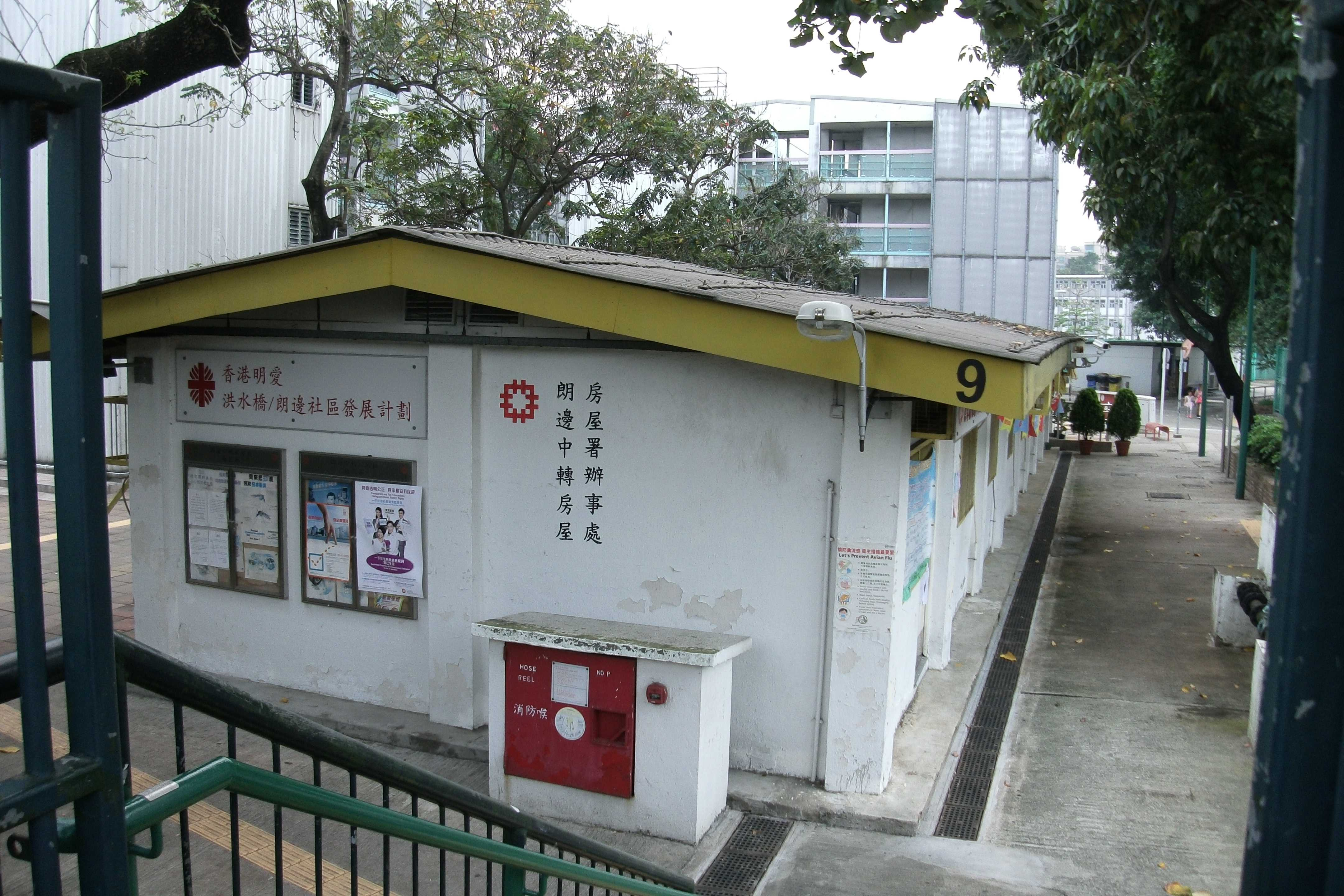
朗邊中轉房屋辦事處，沿用原來臨屋區的建築（2013年5月）

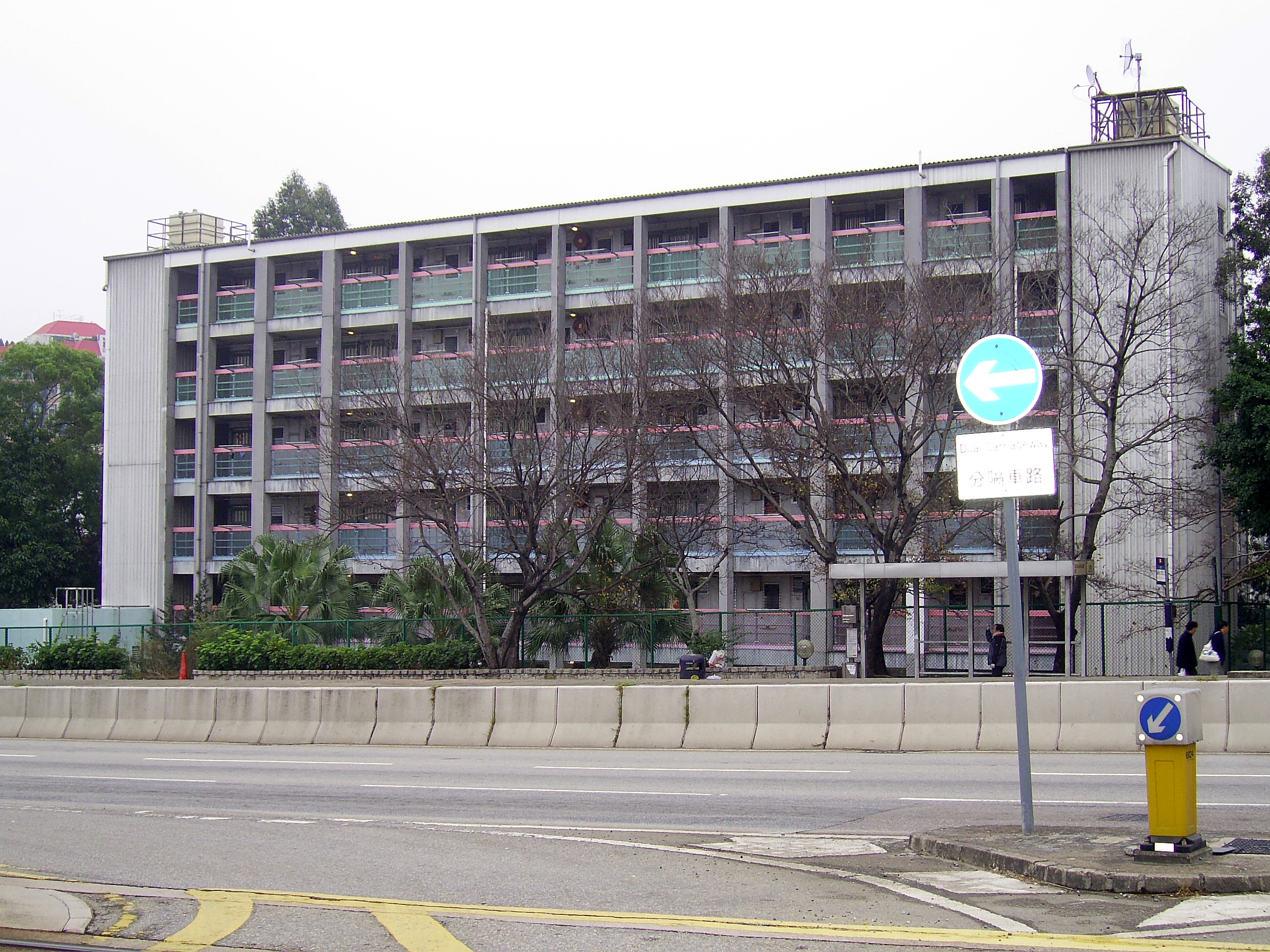
靠近青山公路－屏山段的第16座（2009年1月）

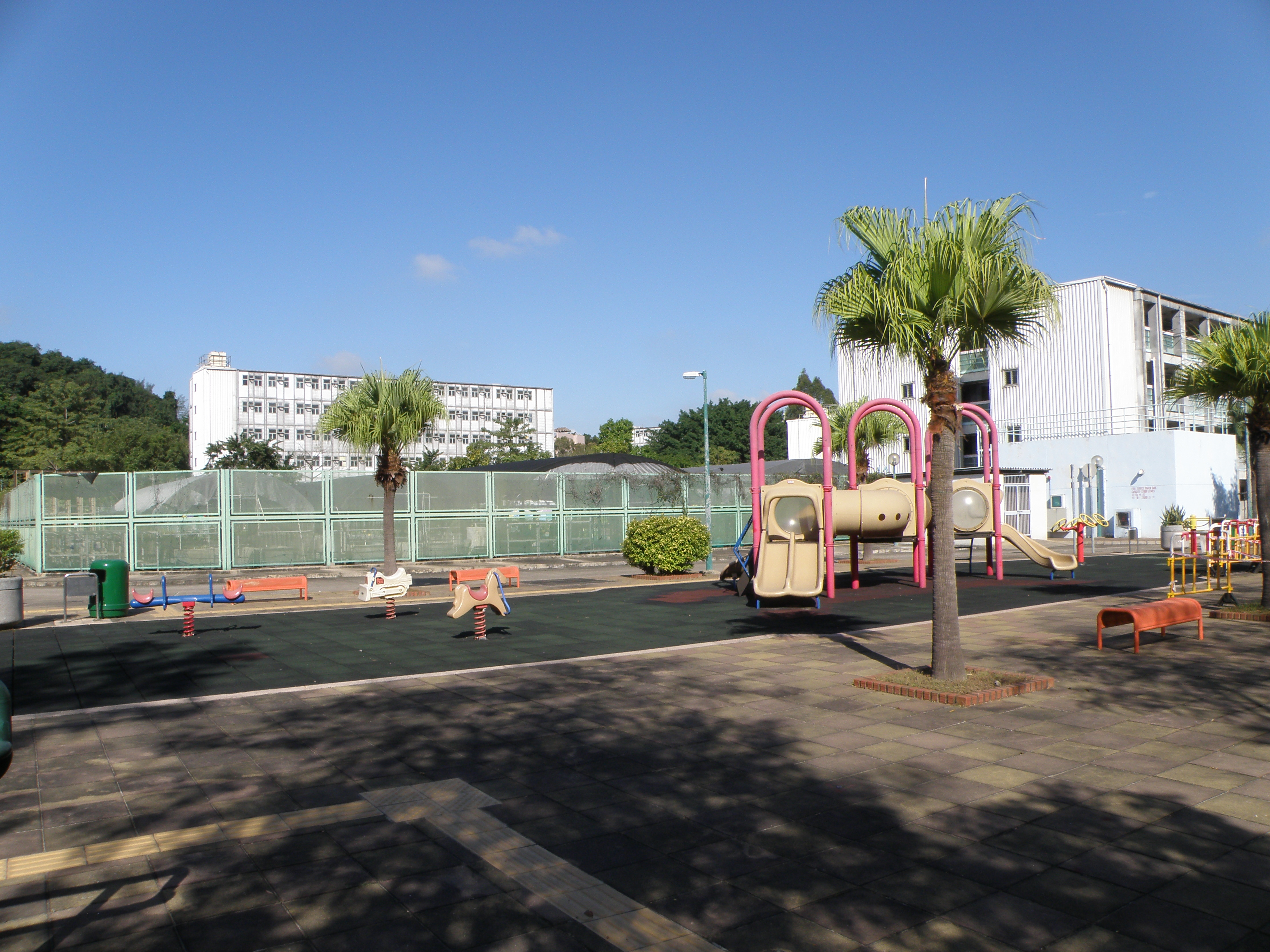
兒童遊樂場（2015年11月）

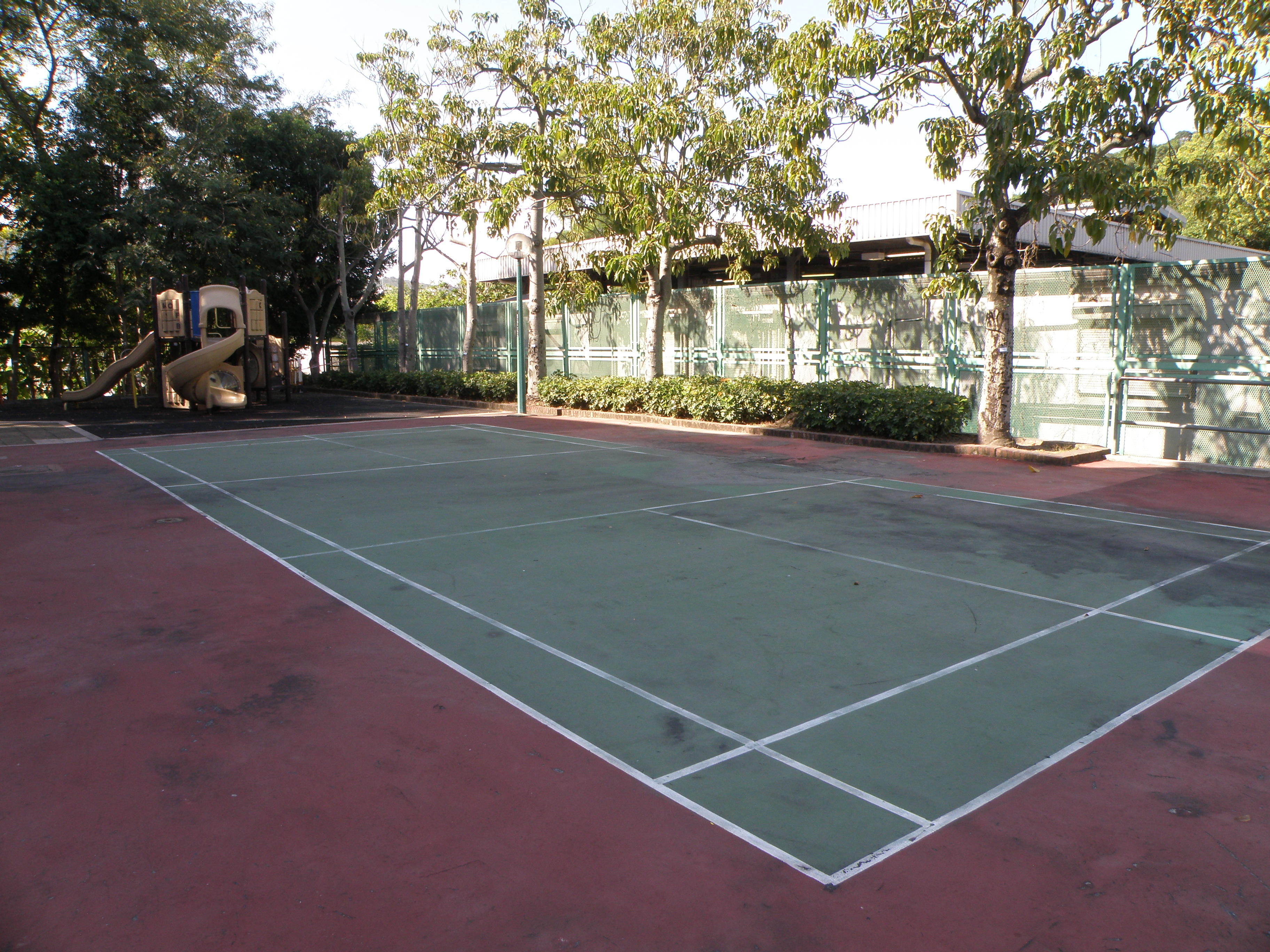
羽毛球場及兒童遊樂場（2015年11月）

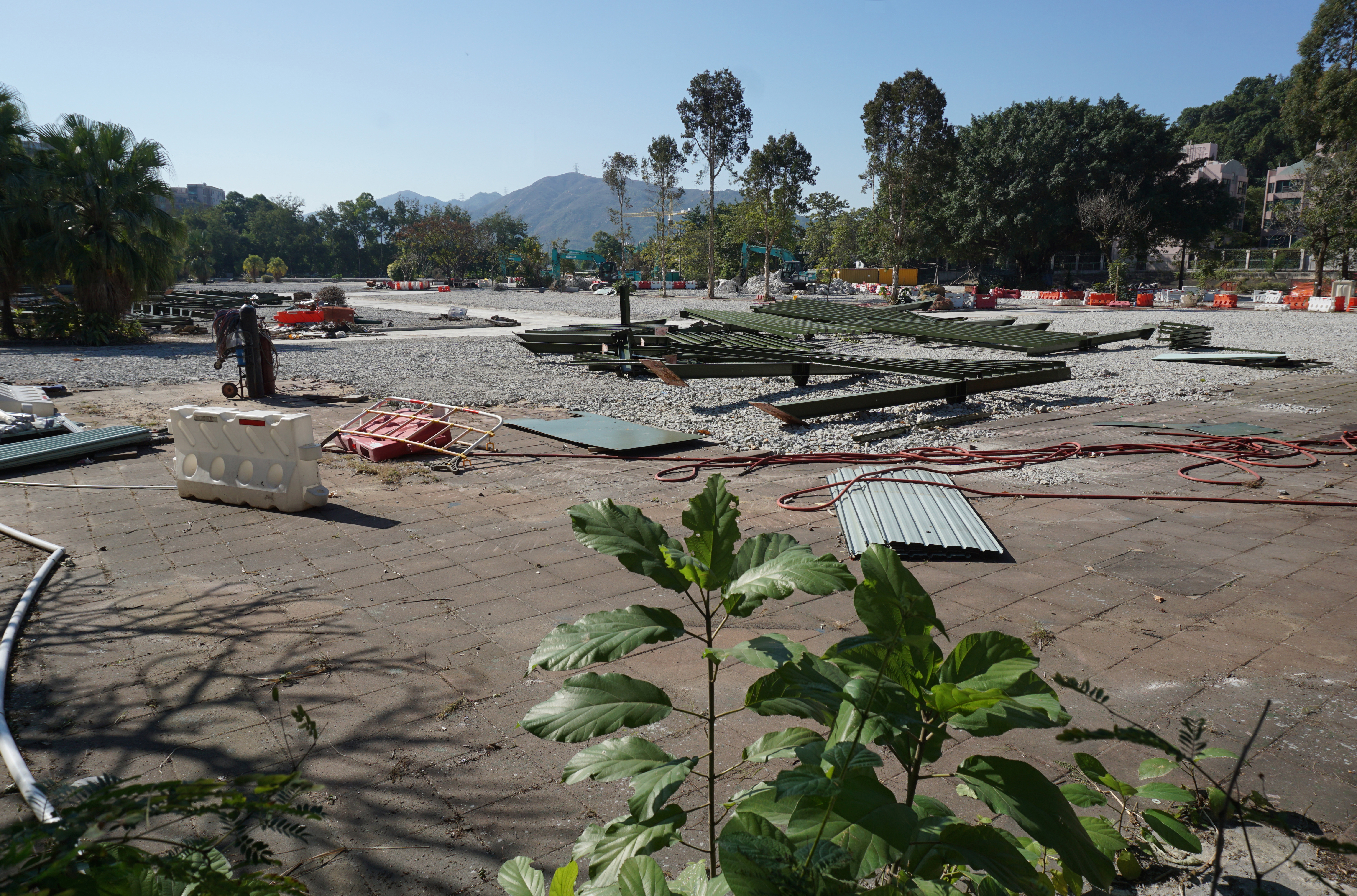
中轉房屋拆卸後的地盤（2018年1月）

朗邊中轉房屋（英語：Long Bin Interim Housing）曾是香港元朗區唯一的中轉房屋，位於新界元朗屏山，鄰近朗天路，在元朗市中心的邊緣，於1998年入伙，由香港房屋委員會管理，於2016年開始封閉準備清拆，2017年完成拆卸，現正重建為居屋朗天苑。

## 簡介
朗邊中轉房屋前身為朗邊臨時房屋區，由於當時房委會將所有臨時房屋區於2001年前清拆，為安置原有居所受到清拆所影響的人仕、遇到火災或其他天災災民，而未符合入住公屋資格的人士，於是房委會建設中轉房屋，提供居所予未符合合入住公屋資格的人士。
朗邊中轉房屋於1998年落成，與西貢中轉房屋同屬首批新建的中轉房屋，特點為樓層較少（樓高只有6層）及使用預製組件興建，由於曾經與臨屋區同時並存，故此座號係以第十座起計，而原有臨屋區第九座為辦事處則繼續沿用。隨著西貢中轉房屋於2007年拆卸，朗邊中轉房屋成為香港在2007至2016年間唯一存在的組件中轉房屋。
2013年9月13日，房委會轄下的策劃小組通過，清拆朗邊中轉房屋，改為興建公營房屋。
2014年1月9日，房委會正式決定清拆朗邊中轉房屋，受影響住戶510個，目標清拆日期為2016年1月，通知期為24個月。
規劃署《唐人新村分區計劃大綱核准圖》建議撥地增建近2萬個公營房屋單位，屆時朗邊中轉房屋（即項目的第一期）可能連同鄰近周邊共10公頃土地（即項目的第二期）分階段發展為11幢樓高40層的公營房屋大廈，提供約1.11萬個單位，容納3.12萬人口。收地方面，部份為私人土地。
及後，此項目的第一期撥作興建居屋朗天苑，涉及3幢樓宇，高度由40層增至47-49層（不包括地下，但包括位於25樓的避火層），於2020年2月尾動工，預計2024/25財政年度入伙，提供2,800伙居屋單位，容納7900人口，將由房屋署總建築師及興業建築師有限公司合作設計。而此屋苑是繼沙田旭禾苑後，第二個需要設避火層的新居屋項目，並超越旭禾苑及嘉峰臺，成為全港樓層最多的居屋屋苑；此外，朗天苑B及C座將設有9台升降機，成為全港設有最多升降機的居屋樓宇。至2021年初，第二期公屋項目的規劃亦正式出爐，涉及7座樓高49-51層（不包括地下，但包括26樓避火層）的出租公屋，提供8,860伙，亦將分別超越牛頭角下邨及新加坡達士嶺，成為全港樓層最多的公屋樓宇、乃至全球最高的公營房屋大廈；此外，居屋部份的單位數目亦增加至3,080伙。
2022年2月10日，根據立法會文件顯示，房屋委員會有11個公營項目出現延誤，其中包括朗天苑，項目延後至2025/26年度完成。

## 屋邨資料

### 歷代樓宇
| 樓宇名稱（座號） | 樓宇類型                    | 落成年份 | 拆卸年份    | 層數 |
| ---------------- | --------------------------- | -------- | ----------- | ---- |
| 第9座            | 單層臨時房屋 （屋邨辦事處） | 1985年   | 2016-2017年 | 1    |
| 第10座           | 組件中轉房屋                | 1998年   | 2016-2017年 | 6    |
| 第11座           | 組件中轉房屋                | 1998年   | 2016-2017年 | 6    |
| 第12座           | 組件中轉房屋                | 1998年   | 2016-2017年 | 6    |
| 第13座           | 組件中轉房屋                | 1998年   | 2016-2017年 | 6    |
| 第14座           | 組件中轉房屋                | 1998年   | 2016-2017年 | 6    |
| 第15座           | 組件中轉房屋                | 1998年   | 2016-2017年 | 6    |
| 第16座           | 組件中轉房屋                | 1998年   | 2016-2017年 | 6    |

## 外部連結
- 香港地方：建設及建築物－中轉房屋 （页面存档备份，存于）